# Enfrentamientos en Nagorno-Karabaj en 2010
Los enfrentamientos de Nagorno-Karabaj de 2010 fueron una serie de intercambios de disparos que tuvieron lugar el 18 de febrero en la línea de contacto entre las fuerzas militares azerbaiyanas y fuerzas militares de Karabaj . El bando Azerbaiyán acusó a las fuerzas armenias de disparar contra las posiciones azerbaiyanas cerca de las aldeas de Tap Qaraqoyunlu, Qızıloba, Qapanlı, Yusifcanlı y Cavahirli, así como en las tierras altas del distrito de Agdam con fuego de armas pequeñas, incluidos francotiradores.   Tras toda esta disputa, el resultado fue el fallecimiento de tres soldados azerbaiyanos; además de que uno de los soldados resultó herido. 
Después de los enfrentamientos de Mardakert en 2008. Este enfrentamiento se convirtió en la segunda violación más letal del alto el fuego desde 1994.

## Incidentes
Los incidentes afectaron dos regiones de Nagorno-Karabaj, el distrito de Tartar y el distrito de Agdam y una región fuera de él, el distrito de Goranboy. A la una del medio día, hora local el ejército armenio, afirman que Karabaj, disparó desde Talysh hacia las posiciones azerbaiyanas en Tap Qaraqoyunlu. En consecuencia, a las tres del medio día, las tropas armenias abrieron fuego desde el distrito de Agdam; matando a un soldado azerí. Pasado un tiempo el tiroteo adquirió un carácter de gran escala  y continuó hasta la noche. Según la parte azerbaiyana, las tropas armenias de Karabaj se retiraron con pérdidas. 

## Damnificados
Tras los incidentes, el Ministerio de Defensa de Azerbaiyán anunció los nombres de los fallecidos. El primero de ellos era el Soldado Sahil Mammadov (nacido el 10 de abril de 1991); llamado a filas por el Comisariado Shaki en abril de 2009. La segunda vitima fue el cabo Royal Farajov (nacido el 8 de marzo de 1991); llamado a filas en abril de 2009. Por último, el Soldado Davud Rustamov (nacido el 22 de julio de 1991); llamado a filas en octubre de 2009.  El soldado Elvin Adigozalov (nacido el 10 de diciembre de 1990); llamado a filas en enero de 2009, resultó herido. 
El portavoz militar armenio, Senor Hasratian, negó que el bando armenio hubiera sufrido bajas. A pesar de que el Ministerio de Defensa de Azerbaiyán estimó que las bajas armenias "no fueron menores que las nuestras". 

## Reacción internacional
- El 19 de febrero, el embajador iraní en Armenia, Seyed Ali Saghaeyan, dijo en una conferencia de prensa en Ereván: "Irán comparte una frontera común con Karabaj y, por lo tanto, seguramente tenemos nuestras propias consideraciones y puntos de vista sobre la composición de una fuerza de mantenimiento de la paz que podría desplegarse en la zona de conflicto". Saghaeyan, sin embargo, no aclaró a qué se refería con que Irán y Karabaj comparten "una frontera común".